# Dornier Do 18
Das zweimotorige Flugboot Dornier Do 18 war eine Konstruktion der Dornier Metallbauten GmbH in Friedrichshafen. Es wurde Anfang der 1930er-Jahre sowohl für zivile als auch militärische Verwendung gebaut. Vorgänger war der weltweit bewährte Wal, der von 1922 bis 1935 gefertigt worden war. Seine Bezeichnung, Do J, wurde etwa ab 1932 in Do 16 geändert. Sowohl der Wal als auch die Do 18 hatten die damals für Dornier üblichen Merkmale, wie die hoch über dem Rumpf auf einem Gerüst montierten Tragflächen mit zwei hintereinander angeordneten Motoren, die je eine Zug- und eine Druckschraube antrieben. Dazu kamen die auf beiden Seiten aus dem Rumpf herausragenden patentierten Flossenstummel, die für Schwimmstabilität sorgten und gleichzeitig zur Aufnahme eines Teils des Kraftstoffvorrats dienten.

## Die Entstehung
Anders als in den meisten damaligen Fällen verdankt die Do 18 ihre Entstehung weder einem dringenden Wunsch des Heereswaffenamts, das bereits im Geheimen den Aufbau einer Luftwaffe plante, noch einer Forderung der Deutschen Luft Hansa (DLH). Es war die Dornier Metallbauten GmbH selbst, die Ende 1932 in Sorge um die Auslastung vor allem der Fertigung, aber auch der Konstruktionsabteilung, mit dem Vorschlag einer Weiterentwicklung des bewährten „Wals“ an die beiden bisherigen deutschen Betreiber dieser Flugboote als mögliche Abnehmer herantrat.
Keiner von beiden ging sofort darauf ein. Die Luftwaffenplaner setzten, allerdings für wesentlich später, auf ein dreimotoriges Flugboot als Seefernaufklärer. Dafür wurden dann am Ende zwei Muster zur Entwicklung vorgesehen, eines ebenfalls bei Dornier (Do 24) und eines bei dem neu entstandenen Unternehmen Hamburger Flugzeugbau (Ha 138 bzw. BV 138).
Die DLH hatte zu dieser Zeit noch ein anderes Großprojekt zu bewältigen, das ebenfalls bei Dornier im Entstehen begriffene Transozeanflugboot Do 14, das mit seinem ausgefallenen Antriebssystem (zwei BMW VI mit Sammelgetriebe im Rumpf und zwei Winkeltrieben mit Zwischenwelle zum Antrieb der einzigen, auf einem hohen Bock sitzenden Vierblattluftschraube) für ständige Terminverschiebungen und Schwierigkeiten sorgte. Das dürfte der Hauptgrund für die zögernde Haltung der DLH gegenüber der Do 18 gewesen sein.
Auf längere Sicht versprach sich die DLH andererseits viel vom viermotorigen Ersatz ihrer zwei bereits vorhandenen 8,6-t-Wale, mit denen zu dieser Zeit der Postdienst nach Südamerika über den Südatlantik gerade aufgenommen wurde und der dazu bestellten 10-t-Wale, deren Lieferung in Kürze erfolgen sollte. Die dafür ebenfalls erwarteten staatlichen Entwicklungsaufträge gingen zwei Jahre später an dieselben Werke, die auch an den Fernaufklärern arbeiteten, nämlich einmal an Dornier für die Do 26 und an HFB für die Ha 139. Da aber alle vier Projekte noch weit von ihrer Verfügbarkeit entfernt waren, nahmen beide Seiten den Vorschlag auf, wobei aber sowohl die DLH als auch das Heereswaffenamt keinen Zweifel daran ließen, dass sie die Do 18 nur als Behelf betrachteten.
Bei den sich lange hinziehenden Verhandlungen über die Gestaltung sorgten, wie auch bei anderen Projekten, die als vorrangig erklärten Forderungen der militärischen Seite für Schwierigkeiten. Das betraf vor allem die einzubauenden Motoren. Die militärische Seite bestand bis zuletzt auf dem BMW VI, der in einer Vielzahl der bei ihr in Betrieb befindlichen oder laufend in Dienst gestellten Flugzeuge verwendet wurde. Die DLH hingegen bevorzugte aus wirtschaftlichen Gründen den neuen, mit Schweröl betriebenen und somit sehr sparsamen Motor Jumo 5, später 205. Sie bezog aber auch den Hispano-Suiza 12Y in ihre Überlegungen mit ein. Nach langem Hin und Her einigte man sich für beide Ausführungen auf den Jumo 5. Das Unternehmen reichte daraufhin am 10. März 1933 beim mittlerweile zuständigen Reichskommissariat für Luftfahrt ein Angebot auf drei Flugboote Do 18 ein, bei dem vor allem die außerordentlich kurzen Fristen auffielen. Das erste Versuchsflugzeug hätte danach bereits im November 1933 und das zweite im Februar 1934 zum Fliegen kommen sollen. Das waren Termine, die sich bald als völlig unhaltbar herausstellen sollten.
Vermutlich waren sich die Verantwortlichen bei Dornier noch nicht darüber klar, welche gewaltige Umstellung und welch vielfach höheren Arbeitsaufwand die jetzt erstmalige Verwendung von mehrachsig gekrümmten Blechen für die Fertigung bedeutete, was genau so für die zeitgleich entstehende Do 17 galt. Das nun bereits bestehende Reichsluftfahrtministerium (RLM) erteilte dem Unternehmen auf dieses Angebot und auf zwei weitere sich anschließende mit zugehörigen Baubeschreibungen hin am 7. August 1933 einen Auftrag für den Bau von zunächst zwei Flugbooten, von denen das erste, mit „A“ bezeichnet, an die DLH gehen sollte, während das zweite, mit der Bezeichnung „C“, an die Stelle Lucht abzuliefern sei. Auch hier musste also das Verkehrsflugboot zur Tarnung des gleich nachfolgenden ersten Fernaufklärers für die neue Luftwaffe herhalten. Das zivile Flugboot sollte in Duralplat, das militärische zweite aber in der damals neu entwickelten, besonders seewasserfesten Legierung Hydronalium gebaut werden.

## Die Erprobung

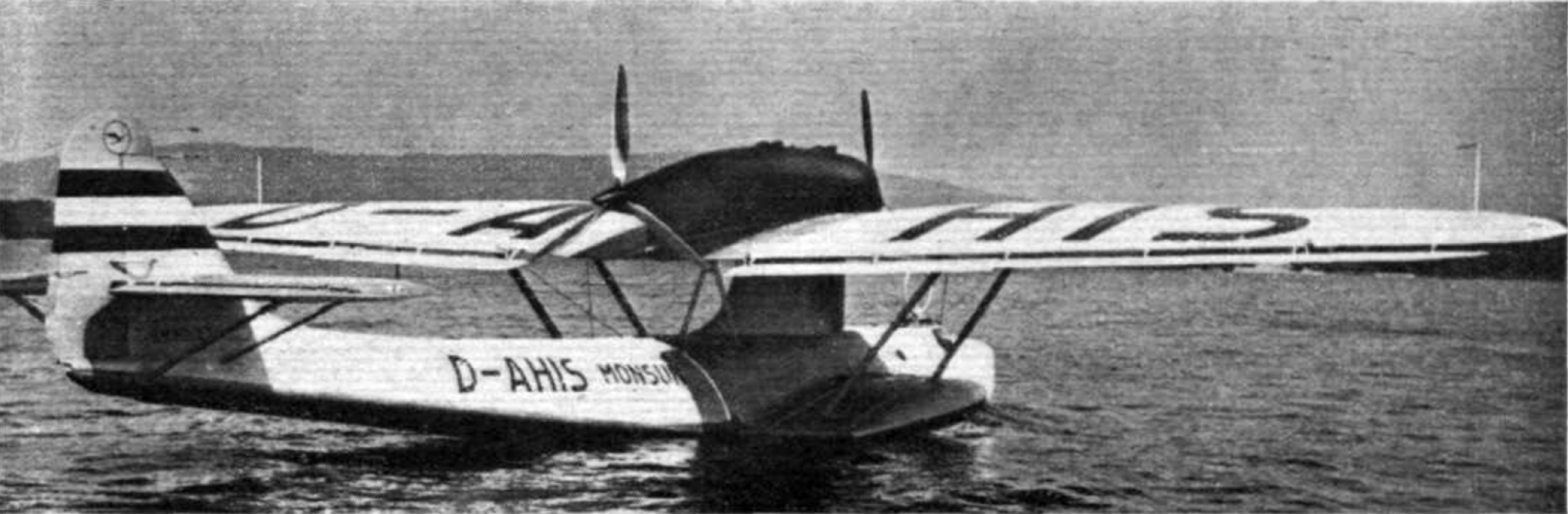
Die erste Do 18 D-AHIS, 1935.

Den Erstflug mit der für die DLH bestimmten Do 18 A, (später mit V1 bezeichnet) Wnr.253, D-AHIS, machte Flugkapitän Erich Gundermann am 16. März 1935 in Friedrichshafen. Das war 1 ½ Jahr später, als seinerzeit von dem Unternehmen angenommen. Weitere Schwierigkeiten ergaben sich bereits bei den ersten Flügen durch die zweiholmige Hochdeckertragfläche, die sich als zu weich und damit schwingungsgefährdet erwies. Erst der immer weiter gehende Ersatz der anfänglich reinen Stoffbespannung durch Blechbeplankung brachte Abhilfe. Dieses erste Flugzeug, das in alter DLH-Tradition mit Monsun bezeichnet worden war, ging schon während der Erprobung durch die Lufthansa am 2. November 1935 bei einem Hochgeschwindigkeits-Tiefflug nach Wasserberührung verloren. Dabei konnten von der ausschließlich aus DLH-Angehörigen bestehenden Besatzung zwei verletzt, drei aber nur tot geborgen werden. Die Erprobung musste nun mit dem zweiten Flugzeug, der Do 18 C, D-ADIR (Wnr.254) fortgesetzt werden. Schon bald zeigte sich, dass die Schwierigkeiten mit der Tragfläche trotz aller vom ersten Flugzeug übernommenen Änderungen noch nicht behoben waren. Beim siebten Werkstattflug am 19. November riss im Flug das linke Querruder ab, nachdem es in Schwingung geraten war.
Nach weiteren Verbesserungen und Standschwingungsversuchen konnte die nun als V2 bezeichnete Maschine am 14. Juli 1936 zum zweiten Erstflug starten. Es dauerte aber noch bis zum 8. August, bis das Flugzeug der DVL/PfL (Deutsche Versuchsanstalt für Luftfahrt/Prüfstelle für Luftfahrtgerät) zur Musterprüfung vorgestellt werden konnte, welche die Zulassung fünf Tage später erteilte. Dieses Flugzeug ist der Literatur so gut wie unbekannt geblieben. Es ging anschließend zur Flug- und Waffenerprobung an die E-Stelle nach Travemünde, wo es bis zum 23. November 1938 nachzuweisen ist.
Sowohl V1 wie auch V2 waren noch mit Motoren Jumo 5 B ausgerüstet, die am Mittelabtrieb erkennbar sind – die Luftschraubenwelle saß am mittleren der fünf die Leistung von beiden Kurbelwellen zusammenführenden Zahnräder vorn am Motor. Das bedeutete links laufende Luftschrauben, eine bei deutschen Motoren sonst nicht übliche Drehrichtung. Diese Motoren wurden aber noch während der Erprobung durch Jumo 205 C der Baureihe 1 ersetzt, die wegen des Obenabtriebs dann auf normale rechtsdrehende Luftschrauben wirkten. Die V2, das zweite für militärische Zwecke vorgesehene Flugzeug besaß ebenso wie die weiter stark verzögerte V4 anfangs noch zwei Abwehrstände auf dem Rumpfrücken, die sowohl seitlich als auch in der Längsrichtung etwas gegeneinander versetzt waren. Diese Anordnung wurde aber zugunsten eines einzigen Waffenstandes aufgegeben.
Bereits am 21. Januar 1935, also noch bevor das erste Flugzeug flugklar war, hatte das RLM mit einem Vorbescheid 27 Flugzeuge Do 18 bestellt, von denen fünf für die Entwicklung bestimmt waren, und fünf weitere in der Ausführung Do 18 C als Nullserie, also für militärische Zwecke, geliefert werden sollten. Von den fünf Entwicklungsflugzeugen waren die V1, V3 und V5 zur Erprobung und Feststellung ihrer Eignung für die DLH bestimmt, während die V2 und V4 in der Ausführung C für die militärische Erprobung vorgesehen waren.

### Die Do 18 bei der DLH
Wie vorgesehen, erhielt die DLH als erstes Flugboot die Do 18 E V3, die als D-ABYM zugelassen wurde und den Namen des griechischen Windgottes Aeolus bekam. Sie ging am 3. Juli 1936 durch Kauf vom RLM für 236.500 Reichsmark in das Eigentum der Gesellschaft über. Dies war der Preis eines Serienflugzeugs, was bedeutet, dass die gesamten Entwicklungskosten, wie üblich, vom RLM getragen wurden und die DLH davon überhaupt keinen Anteil zu übernehmen hatte. Mit der V5 D-ARUN, die „Zephir“ getauft wurde, machte sich Flugkapitän Joachim Blankenburg in der Zeit vom 18. bis zum 21. Juli 1936 in Friedrichshafen vertraut. Auch dieses Flugboot ging am 25. August zum gleichen Preis vom RLM an die DLH. Anders war es mit den weiteren zwei Do 18, einmal der als Ersatz für die verloren gegangene V1 bestellten V6, D-AROZ „Pampero“, und der als letzte am 28. Juni 1937 gelieferten V7, D-AANE „Zyklon“. Sie waren nicht mehr vom RLM in Auftrag gegeben worden, sondern bereits von der DLH selbst, sicher aber in Abstimmung mit dem Ministerium. Während die ersten drei alle mit Do 18 E bezeichnet wurden, blieb die V7 das einzige Flugzeug der Ausführung F, das sich durch eine auf 26,3 m (statt 23,7 m bei allen anderen Do 18) vergrößerte Spannweite unterschied. Da dies durch das Einfügen eines Tragflächenmittelstücks bei unverändert gebliebenen Außenflügeln erreicht wurde, mussten die nun erheblich längeren Tragflächenstreben etwa in ihrer Mitte durch Hilfsstreben zur Tragflächenunterseite hin abgefangen werden, um Biegeschwingungen zu verhindern. An diesem Detail ist das Flugzeug auf Bildern aus fast allen Richtungen gut zu erkennen. Die D-AANE war dank ihrer verringerten Flächenbelastung die einzige Do 18, die beladen mit nur einem Motor ihre Flughöhe halten konnte.

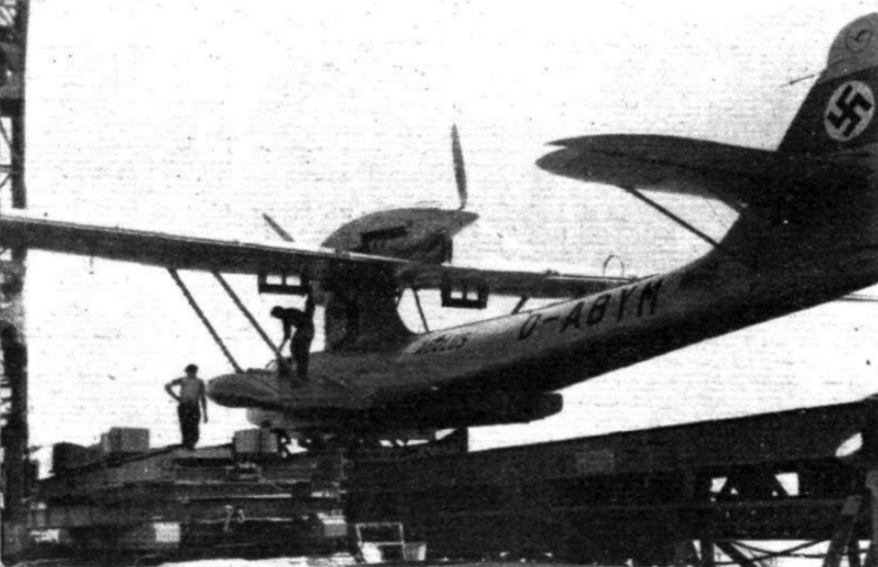
Eine Do 18 auf dem Katapult der Schwabenland.

Im ersten Einsatz erprobte die DLH mit den Do 18 die Möglichkeiten eines Postdienstes über den Nordatlantik. Am 10./11. September flog die D-ARUN „Zephir“ nach ihrem Katapultstart von der Schwabenland vor Horta unter Blankenburg und Lufthansa-Direktor Freiherr Carl August von Gablenz in 22:18 Stunden nach New York. Am 11. September folgte D-ABYM „Aeolus“ unter Hans-Werner von Engel und Freiherr von Buddenbrock auf einer südlicheren Route nach Hamilton (Bermuda), (3320 km / 18:15 h). Mit einem Wasserstart setzte die „Aeolus“ am folgenden Tag in sieben Stunden den Flug nach New York fort. Da die Maschinen für den Flug über den Nordatlantik den Katapultstart von der Schwabenland benötigten, marschierte diese erst nach New York und dann zu den Bermudas. Am 22. September flog die „Aeolus“ von New York zurück nach Horta in 17:50 Stunden (3850 km). Die „Zephir“ wurde am 28. September vor Hamilton nach Horta katapultiert. Die zweiten Flüge nach New York folgten am 5./6. bzw. 6./7. Oktober und die Rückflüge diesmal am 17. bzw. 18. Oktober aus Sydney (Nova Scotia). Die Flugboote warteten nicht auf die Schwabenland, sondern setzten von den Azoren ihren Rückflug über Lissabon nach Travemünde fort.
Die Lufthansa wiederholte derartige Tests 1937 und 1938 mit für diese Strecke geplanten viermotorigen Blohm & Voss Ha 139.
Mit dem Einsatz der vier Flugboote im Postdienst auf dem Südatlantik ließ sich die DLH Zeit. Erst am 11. April 1937 flog die V5, D-ARUN „Zephir“, im planmäßigen Einsatz, gefolgt von der V3, D-ABYM „Aeolus“, am 30. des Monats. Der Einsatz der Do 18 stand unter keinem besonders guten Stern. Die V3 „Aeolus“ musste nach einer Notlandung im Atlantik am 30. Juli 1937 wegen schwerer Beschädigungen bei der versuchten Bergung ganz abgeschrieben werden. Auch die V5 und V6 hatten Außenlandungen, deren Beschädigungen aber behoben werden konnten. In der Nacht vom 30. September auf den 1. Oktober 1938 verschwand dann V6 „Pampero“ mit fünf Mann Besatzung spurlos kurz vor der Landung in Bathurst. Alles Suchen blieb ohne Erfolg.
Die vier Do 18 konnten die zuvor eingesetzten Dornier Wal (1937 72 Flüge, 1938 54 Flüge, zuletzt am 28. Oktober) nie vollständig ersetzen und überquerten in den fast zwei Jahren ihres Einsatzes vom 11. April 1937 bis zum 2. April 1939 (V7 „Zyklon“) insgesamt 73 Mal den Südatlantik, bis sie von den dann verfügbaren, viermotorigen Schwimmerflugzeugen Blohm & Voss Ha 139 (erstmals am 13. Mai 1938 im Einsatz) und den Flugbooten Dornier Do 26 (erstmals am 7. April 1939 im Einsatz) abgelöst wurden, die auf ihrer geplanten Einsatzstrecke über dem Nordatlantik wegen fehlender Zustimmung der USA nicht eingesetzt werden konnten. Die beiden noch vorhandenen Do 18E V5 D-ARUN „Zephir“ bzw. Do 18F V7 D-AANE „Zyklon“ der DLH wurden an die Luftwaffe als Schul-Maschinen abgeben.

### Der Weltrekord
Die Do 18 W, D-ANHR, bei der das W ihren Zweck erklärt, nämlich die Aufstellung eines Langstrecken-Weltrekords, war von der Ausführung her keine F, sondern eine normale D (WNr.734) ohne Bewaffnung. Sie gehörte auch nicht zur Flotte der DLH, sondern blieb als reichseigenes Flugzeug bei dem Unternehmen, wo sie für den Rekordversuch hergerichtet und mit einer besonderen Ausrüstung versehen wurde. Da das Unternehmen über keine Besatzung mit Transozean-Erfahrung verfügte, traten vorübergehend Flugkapitän Hans-Werner von Engel, der Funkermaschinist Helmut Rösel und der Flugzeugfunker Hans-Joachim Stein von der DLH in die Dienste des Unternehmens, die ihre Bezeichnung nun in Dornier-Werke GmbH geändert hatte. Als einziger Werksangehöriger kam Flugkapitän Erich Gundermann als zweiter Flugzeugführer dazu.

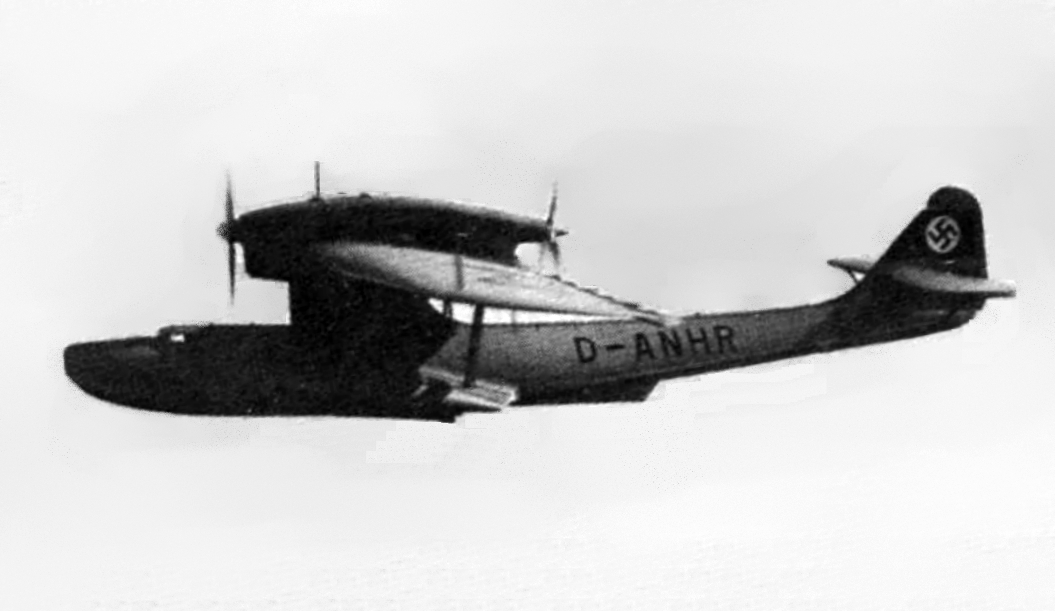
Dornier Do 18 „D-ANHR“.

Am 27. März 1938 war es dann soweit. Das von der DLH zur Verfügung gestellte Katapultschiff Westfalen war mit der D-ANHR an Bord von Bremerhaven aus auf dem Weg zu seinem Einsatzort bei Bathurst, Gambia, südöstlich des englischen Hafens Dartmouth kurz vor Anker gegangen, um das mit Zusatzkraftstoff schwer beladene Flugboot um 14:05 Uhr GMT mit dem Katapult in die Luft zu bringen. Der Abschusspunkt war so gewählt, dass von dort aus die gesamte Strecke bis Brasilien auf einem Großkreis ständig über See geflogen werden konnte. Zwei Tage später, am 29. März morgens um 10:05 Uhr, landete das Flugboot nach 43 Stunden und 8392 zurückgelegten Kilometern bei dem kleinen Ort Caravelas in Bahia (Brasilien). Ein neuer Langstreckenweltrekord war aufgestellt.
Am 30. März erfolgte der Weiterflug zum geplanten Ziel Rio de Janeiro. Der Rückflug erfolgte vom 6. bis zum 15. April über Fernando de Noronha und Las Palmas nach Travemünde.

### Andere Motoren
Um den ständigen Beschwerden der Truppe über zu geringe Motorleistung für den Wasserstart und beim Einmotorenflug gerecht zu werden, verlangte das RLM von dem Unternehmen, die Möglichkeit des Einbaus stärkerer Motoren zu prüfen. Dazu wurde die nach dem Weltrekord jetzt frei zur Verfügung stehende D-ANHR gewählt, die nun auf luftgekühlte BMW-132-M-Motoren umgebaut und damit als Do 18 L (zuerst noch mit ihrem zivilen Kennzeichen, später mit dem militärischen Stammkennzeichen CO+JF) erprobt wurde. Dabei hatte eine ganze Reihe von Problemen gelöst werden müssen. So bereitete beispielsweise die Führung der Kühlluft für den hinteren Motor einige Schwierigkeiten. Sie musste mit einer Hutze auf der Oberseite der Motorgondel aufgefangen, um 180° umgelenkt und von einem dafür extra eingebauten Gebläserad in Flugrichtung durch den Zylinderstern gedrückt werden, um nach nochmaliger Umkehr der Strömungsrichtung durch rechts und links an den Seiten angeordnete regelbare Klappen auszutreten. Das Flugzeug hatte gleichzeitig den von der E-Stelle Travemünde vorgeschlagenen scharfkantigen so genannten „Kreuzerbug“ erhalten, der die Frontverglasung des Führerraumes besser vor Spritzwasser bewahrte als der gerundete Bug bei früheren Ausführungen. Der Erstflug fand am 21. November 1939 in Manzell statt. Da bei der Luftwaffe das Interesse an der Do 18 mit dem Verfügbarwerden der Blohm & Voss BV 138 aber bereits stark nachgelassen hatte, blieb es bei diesem einen Flugzeug, das vermutlich dann bei einer Schule landete.

### Die Do 18 bei der Luftwaffe

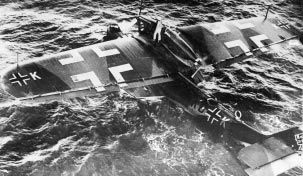
Dornier Do 18 der Luftwaffe

Die Luftwaffe hatte das Flugzeug stets nur als Behelf bis zur Einsatzbereitschaft der dreimotorigen Blohm & Voss BV 138 oder Dornier Do 24 betrachtet, weil die Flugfähigkeit mit nur einem Motor stark eingeschränkt war. Dennoch wurden die V2, WNr.254, D-ADIR und die V4, WNr.662, D-AHOM, bei der E-Stelle Travemünde mit positivem Ergebnis auf ihre Eignung als Fernaufklärer geprüft. Die V4 besaß außerdem, als einzige Do 18, ein doppeltes Seitenleitwerk. Sie diente auch als Musterflugzeug für die nun folgende Serienausführung D-0, bei der aber wieder das einfache Seitenleitwerk eingesetzt wurde. Bei Dornier in Friedrichshafen-Manzell wurden bis Anfang 1939 nach den sieben Versuchsflugzeugen insgesamt 41 Do 18 in den Ausführungen D-0 (sieben Stück), D-1 (sechs Stück), D-2 (zehn Stück) und D-3 (16 Stück) sowie die ersten zwei der Reihe H gefertigt, die für die Schulung mit Doppelsteuer ausgerüstet war. Die restlichen 122 der insgesamt 165 für die Luftwaffe gebauten Do 18 entstanden bis August 1940 bei Weser-Flugzeugbau in Einswarden in den Ausführungen D-3 (40), G (62) und H (20). Das Musterflugzeug für die Ausführung G (eine G-1 gab es nicht) war die Wnr.V841, D- bzw. WL-ADBA, die Anfang 1939 bei Weser gebaut wurde. Bei der E-Stelle Travemünde, wohin sie nach der Fertigstellung ging, bekam sie Ende 1939 das Stammkennzeichen TJ+HP. Ihr Hauptmerkmal waren die auf jeder Seite in Spannweitenrichtung um rund 30 cm verbreiterten Flossenstummel.
Am 1. September 1939 waren 62 Dornier Do 18 (58 einsatzbereit) als einzige Flugboote im Bestand der Luftwaffe, da bei Ausbruch des Krieges die BV 138, für die sich das RLM entschieden hatte, noch nicht zur Verfügung stand. Die sechs Flugbootstaffeln der Küstenfliegergruppen mit ihren langsamen und anfangs nur schwach bewaffneten Do 18 D trugen die Hauptlast der Aufklärung über See, wobei sie auch hohe Verluste hinnehmen mussten.
1940 verlegten einige Staffeln ihre Basis nach Norwegen. Die untermotorisierten und veralteten Flugboote wurden bald vor allem als Schulmaschinen eingesetzt. Mitte 1941 war nur noch eine Staffel mit Do 18 im Fronteinsatz. Die Blohm & Voss BV 138 oder Landmaschinen hatten die Dornier ersetzt.
Eine in der Literatur genannte für Seenotzwecke umgerüstete Do 18 N ist nicht konkret belegbar, gelegentlich scheinen jedoch Do 18 D oder G für die Rettung aus Seenot eingesetzt worden zu sein, wofür sie sich aber wenig eigneten. Die Geretteten, höchstens fünf auf einmal, konnten nur durch die im Tankraum vorhandene Klappe ins Boot geholt werden und mussten dann durch die enge Schotttür in den nicht besonders geräumigen Laderaum gebracht werden. Offensichtlich konnte für diesen Einsatz auch noch der rechte Rumpftank ausgebaut und durch eine Kiste ersetzt werden, die Platz für drei Sitzmöglichkeiten mit entsprechenden Anschnallgurten bot. Auch hier konnte die Do 18 nur als Behelf betrachtet werden, der sich durch die in den besetzten Niederlanden weiter zu bauenden Dornier Do 24 bald erübrigte.
Die Blohm & Voss BV 138 wiederum, die von den maßgebenden Stellen seinerzeit der Do 24 als Seefernaufklärer vorgezogen worden war, erwies sich für den Seenoteinsatz als völlig unbrauchbar. Sie ersetzte die Do 18 nach und nach aus dem Frontdienst. Einige Do 18 wurden jedoch noch gegen Kriegsende bei der E-Stelle Travemünde mit Schiffssuchgeräten FuG 200 ausgerüstet und in der Ostsee zur Bekämpfung sowjetischer U-Boote eingesetzt, weil Dieselkraftstoff zu dieser Zeit noch eher verfügbar war als Flugbenzin.
Keine einzige Do 18 blieb erhalten.

## Technische Beschreibung

### Rumpf
Der Rumpf war ein vollständig geschlossenes Boot aus Spanten und Längsträgern, allseits mit Duralglattblech beplankt. Er hatte vorne einen aerodynamisch abgerundeten Bug, den ab der Ausführung D-3 wegen der Sichtbehinderung beim Start durch Spritzwasser ein scharfkantiger, sogenannter Kreuzerbug ersetzte. Von den 36 Hauptspanten waren sieben vollwandig mit wasserdicht schließenden Türen ausgeführt. Der Rumpfquerschnitt war im Mittelbereich und nach hinten zu nahezu halbkreisförmig. Das nach oben gezogene Heck ging in die Seitenflosse über. Der zur Aufnahme der Wasserstöße verstärkte Boden war vorne stark gekielt und hatte in der hinteren Hälfte des Vorderteils bis zur Querstufe auf jeder Seite einen parallel zum Kiel verlaufenden Absatz. Von der Stufe nach hinten ragte der ebenfalls gekielte, so genannte Spornkasten aus dem Boden heraus. Er endete in einer senkrechten Schneide, hinter der das einfache Wasserruder saß (nur bis einschließlich D-2, ab D-3 dann zwei seitlich herausgerückte Ruder). Oben auf dem Rumpf befand sich der Gondelbock, der vorne die beiden Wasserkühler enthielt. Er war so breit, dass der Bordmechaniker während des Fluges durch ihn zur Rückseite der beiden Motoren gelangen konnte. Der Aufstiegschacht war von beiden Seiten durch Türen auch von außen zugänglich.
Rechts und links ragten aus dem Rumpf die Flossenstummel, die durch ihre Formgebung nur wenig Widerstand, aber auch etwas Auftrieb erzeugen. In ihnen befanden sich die mit den Rumpfspanten 11 und 14 verbundenen Querträger, welche die Kräfte der Tragflächenstreben aufnahmen. Außerdem war in jedem Flossenstummel in einem dicht genieteten Raum ein Teil des Kraftstoffes untergebracht. Die zwei Hauptbehälter waren im Rumpf gelagert.
Der Rumpf war von vorn beginnend aufgeteilt in den Bugraum, der bei ziviler Verwendung nach oben mit einem Deckel verschlossen war. Für den militärischen Einsatz war dort ein Waffenstand eingebaut. Dahinter kam der Führerraum mit Einfach- oder Doppelsteuer, gefolgt vom Navigationsraum, der durch je ein rundes Fenster rechts und links erhellt wurde. Anschließend folgte der Kraftstoffraum, bei dem durch einen links oben eingebauten viereckigen Deckel der Ein- und Ausbau der Behälter möglich war. Dieser fest verschraubte Deckel war ein tragendes Element der Rumpfstruktur. Hinter diesem Raum lag der Laderaum, der durch ein rundes, von innen zu öffnendes Fenster auf der rechten Seite sein Licht erhielt. In dem dann folgenden Heckraum war bei den militärischen Flugzeugen der hintere Waffenstand eingebaut. Dazu gehörte ein aufklappbarer Windschutz. In diesem Raum war außerdem der größte Teil der Rettungsausrüstung untergebracht.

### Leitwerk
Die Querruder waren in der Art von Junkers-Doppelflügeln hinter und unter der Tragflügelhinterkante angeordnet und wurden zusammen mit den die Verlängerung bildenden Landeklappen als Landehilfen mit verwendet. Das Höhenleitwerk saß in halber Höhe der Seitenflosse und war mit zwei Streben zum Rumpf hin abgestützt. Die Flosse des Seitenleitwerks war in den Rumpf eingeformt. Alle Ruder waren aerodynamisch und massenausgeglichene Leichtmetallgerüste, meist mit einem Rohr als Holm und mit Stoff bespannt. Sie wurden über Stoßstangen mit Seilzügen und/oder Ketten betätigt. Die Höhenflosse war mit Hilfe einer mechanisch angetriebenen Gewindespindel verstellbar, wozu die beiden vorderen Abstützstreben durch abgedeckte Schlitze in der Rumpfwand bis zum in Rumpfmitte sitzenden Verstellgetriebe geführt wurden.

### Tragwerk
Das Tragwerk bildeten zwei etwa trapezförmige, außen halbkreisförmig abgerundete Tragflächenhälften, die am Tragwerksgerüst des Gondelbocks mit Bolzen befestigt und gegen die Flossenstummel mit je zwei Stielen abgestützt waren, die in sich noch durch Spanndrähte ausgekreuzt wurden. Der Aufbau war zweiholmig mit Querriegeln und Rippen, von denen sechs am hinteren Ende die nach unten abgebogenen Lagerarme für Querruder und Landeklappen trugen. Die Profildicke nahm von der Wurzelrippe nach außen zu, bis an der Stelle der Stielanschlüsse die größte Dicke erreicht wurde. Von dort nach außen nahm sie wieder ab. Nahezu die ganze Flügeloberfläche war mit Duralglattblech beplankt, lediglich einige Felder im hinteren Bereich waren stoffbespannt. Nahe der Flächenwurzel befanden sich zwischen Vorder- und Hinterholm die beiden Schmierstoffbehälter und die zugehörigen Kühler; sie waren von der Unterseite her zugänglich.

### Triebwerke

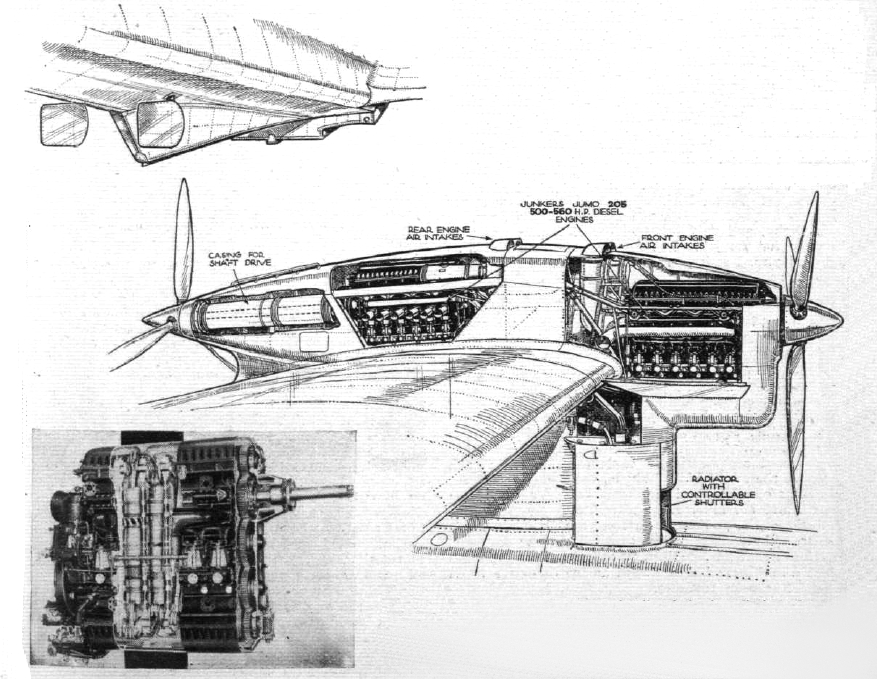
Zeichnung von Rumpfheck und Motoren.

Die beiden Triebwerke waren hintereinander in der Flugzeugachse oberhalb des Gondelbocks eingebaut. Der vordere Motor trieb eine dreiflügelige VDM-Verstellluftschraube aus Metall mit 3,3 Metern Durchmesser, der hintere über eine Fernwelle eine Druckschraube desselben Herstellers mit 3,2 Metern Durchmesser. Während bei den früheren Ausführungen die Auspuffabgase zum Teil von den Stutzen an den Zylindern direkt ins Freie gelassen wurden, war von der Ausführung D an auf jeder Motorseite ein Sammler angebracht, von dem aus beim vorderen Motor das Abgas durch Rohre in die in den Flügelnasen untergebrachten Junkers-Schalldämpfer geführt wurde, an deren Ende es in etwa einem Meter Entfernung von der Motorverkleidung auf der Flügeloberseite austrat. Beim hinteren Motor lagen die gut wärmeisolierten Schalldämpfer oberhalb und entlang der Fernwelle, wobei die Auslässe rechts und links am hinteren Ende der Motorverkleidung etwa einen halben Meter vor der Luftschraube saßen. Die Wasserkühler für beide Motoren waren übereinander im vorne offenen Gondelbock eingebaut. Der Kühlluftdurchsatz konnte mit Hilfe von halbrunden innerhalb der Frontverkleidung angeordneten Klappen geregelt werden.

### Bewaffnung
Als Bewaffnung besaßen die Do 18 bis zu den ersten Flugzeugen der Ausführung G in den beiden Waffenständen im Bug und auf dem Bootsrücken handbetätigte Drehkranzlafetten D 30 mit MG 15, die später, zum Teil bei der Truppe, auch durch MG 131 ersetzt wurden. Erst während der Fertigung der G-Ausführung wurden im B-Stand die D-30-Lafetten durch hydraulisch betätigte HDL 151 mit einem 20-mm-MG 151 ersetzt. Diese konnten nachträglich auch in frühere Flugzeuge eingebaut werden. Im Bug blieb aber der offene Drehkranz. Dazu kam noch eine Abwurfbewaffnung, die aus Aufhängevorrichtungen für zwei 50-kg-Bomben SC 50 unter der rechten Tragfläche unmittelbar neben dem vorderen Flächenstiel bestand.

### Sonstiges
An seemännischer Ausrüstung waren ein Leichtanker mit Leine, ein Treibanker mit Leine, eine Wurfleine, ein Blinkscheinwerfer zum Signalgeben und dazu ein Bezug für den Bugstand vorhanden. In allen Räumen war zur gegenseitigen Verständigung der Besatzung eine Signalanlage mit Druckknopfschaltern und Bosch-Hörnern eingebaut, die vor allem bei Katapultbetrieb sehr wichtig war. Die Flug-, Navigations- und Triebwerksüberwachungsgeräte waren im Gerätebrett unterhalb der Frontsichtscheibe des Flugzeugführers angeordnet, einige davon auch im Navigationsraum. Handfeuerlöscher waren im Aufstiegschacht (zwei Stück), im Navigations- und im Laderaum griffbereit befestigt. Im Navigationsraum war am Spant 10 eine Allweiler-Handpumpe zum Abpumpen (Lenzen) von eingedrungenem Wasser angebracht. Als Rettungsgerät befanden sich im Heckraum ein Schlauchboot mit zwei Paddeln, zwei Notproviantbehälter, eine Leuchtpistole mit Munition und ein Kasten zur Aufbewahrung der Schwimmwesten.
Zur Bewegung der Flugzeuge an Land gab es außen an die Flossenstummel ansteckbare Räder, die sich dort über zwei zu den Anschlusspunkten der Tragflächenstiele führende längsverstellbare Streben abstützten. Als Ergänzung kam noch ein zweirädriger Drehschemelkarren mit langer Deichsel hinzu, der durch zwei um das Rumpfende geschlungene Spannbänder mit diesem fest verbunden war und so das Schleppen und Manövrieren ermöglichte.

## Ausführungen
- Do 18 A – 1 Flugzeug für die DLH mit 2 × Jumo-5-Motoren mit je 540 PS (397 kW)
- Do 18 C – 2 Flugzeuge (V2 mit Jumo-5-Motoren mit je 540 PS (397 kW) und V4, mit Jumo 205 C)
- Do 18 D – 79 Flugzeuge mit 2 × Jumo-205-C-Motoren mit je 600 PS (442 kW), Serien D-0 bis D-3, WNr.734 umgebaut zur Do 18W D-ANHR
- Do 18 E – 3 Flugzeuge mit 2 × Jumo-205-C-Motoren mit je 600 PS (442 kW), V3, V5 und V6 für DLH
- Do 18 F – 1 Flugzeug mit 2 × Jumo-205-C-Motoren mit je 600 PS (442 kW), V7 für DLH
- Do 18 G – 62 Flugzeuge mit 2 × Jumo-205-C- bzw. D-Motoren mit je 880 PS (648 kW) für die Luftwaffe
- Do 18 H – 22 Schulflugzeuge mit Doppelsteuerung, + Umbauten (?)
- Do 18 L, aus der Do 18 W umgebaut mit 2 × BMW-132-M-Sternmotoren

## Technische Daten

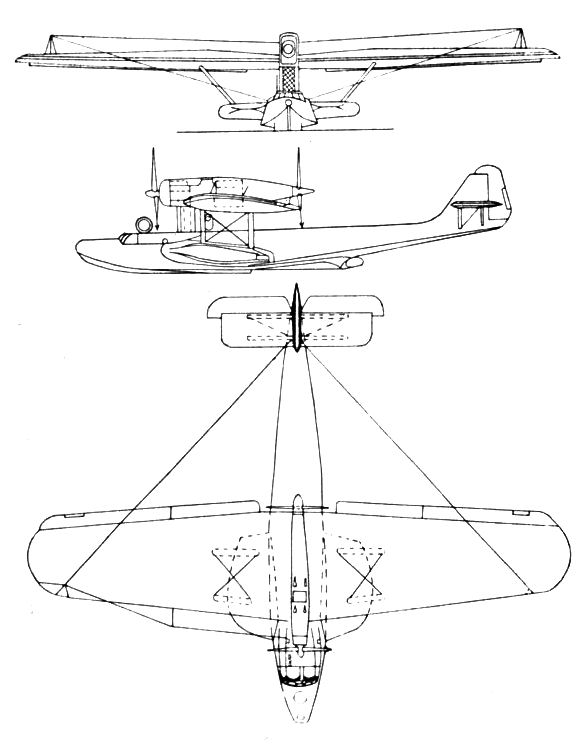
Dornier Do 18

| Kenngröße             | Daten (Dornier Do 18 D, G und H)                                               |
| --------------------- | ------------------------------------------------------------------------------ |
| Besatzung             | 4                                                                              |
| Länge                 | 19,25 m bzw. 19,38 m                                                           |
| Spannweite            | 23,70 m bzw. 26,3 m (Do 18 F)                                                  |
| Flügelfläche          | 98 m² bzw. 111,2 m²                                                            |
| Höhe                  | 5,35 m                                                                         |
| Antrieb               | zwei Jumo 205 C, je 600 PS (441 kW); später auch D-Motoren, je 880 PS (647 kW) |
| Höchstgeschwindigkeit | 260 km/h                                                                       |
| Reichweite            | 3.500 km                                                                       |
| Dienstgipfelhöhe      | 4.200 m                                                                        |
| Leermasse             | 5.850 kg                                                                       |
| Startmasse            | 10.000 kg                                                                      |
| Bewaffnung            | ein MG 15 oder ein MG 131, ein 20-mm-MG 151, zwei 50-kg-Bomben                 |